# 李朝枝
李朝枝（1948年1月27日—），中國國民黨政治人物，曾任職於臺北市政府專門委員、內政部秘書、行政院秘書、台灣省諮議員、桃園縣副縣長。

## 生平
過去為吳伯雄的機要幕僚。國民黨重返執政後，出任第四屆省諮議員，為吳伯雄家族的親信。2010年6月任桃園縣副縣長。
2012年5月，李朝枝在桃園機場捷運A11站附近，以數千萬元買下一片占地上千坪的蘆竹鄉溜地（埤塘），原先交通部公布的桃園航空城計劃，這些地並不在區段徵收範圍內的埤塘，但當年九月包括A11、A15、A16這三塊納入桃園航空城。同年，監察院資料公布李朝枝持有土地55筆、10筆建物，存款1億4,033萬元，相較於他到職申報存款193萬元、58筆土地、10筆建物，他在一年半內減少了桃園縣等地3筆土地，存款增加1億3,839萬7,914元。
當初李朝枝以每坪3萬元買進，在都市計畫通過後每坪暴漲至15萬元，被徵收後獲利將至少15億元，若參加配地獲利更上看30億元，但歷經監察院、地檢署與廉政署等調查，皆無發現違法。李朝枝表示，當年透過仲介購買近1,000坪溜地只是因他是農家子弟，並非炒地皮，但依舊向縣長吳志揚請辭獲准。
2014年，鄭文燦擔任桃園市市長時公開表示，對於桃園捷運綠線，將暫不考慮徵收李朝枝等人收購的蘆竹區埤塘，對此李朝枝等人受訪時感到無奈。